# Las Mesas, San Luis Potosí
Las Mesas är en ort i Mexiko.   Den ligger i kommunen Coxcatlán och delstaten San Luis Potosí, i den centrala delen av landet, 230 km norr om huvudstaden Mexico City. Las Mesas ligger 147 meter över havet och antalet invånare är 627.
Terrängen runt Las Mesas är kuperad åt nordväst, men åt sydost är den platt. Runt Las Mesas är det ganska tätbefolkat, med 100 invånare per kvadratkilometer. Närmaste större samhälle är Villa Terrazas, 10,0 km söder om Las Mesas. I omgivningarna runt Las Mesas växer huvudsakligen savannskog.